# Нильс Улаф
Сэр Нильс Улаф (норв. Nils Olav) — королевский пингвин, живущий в Эдинбургском зоопарке — в столице Шотландии. Он является почётным командиром и талисманом Королевской гвардии Норвегии, в 2008 году посвящён в рыцари, в 2016-м произведён в бригадные генералы, в 2023-м дослужился до генерал-майора. По сложившейся традиции, когда очередной Нильс Улаф завершает свою службу, уходя на вечный покой, преемник наследует его имя, титулы и звания.

## Военная карьера

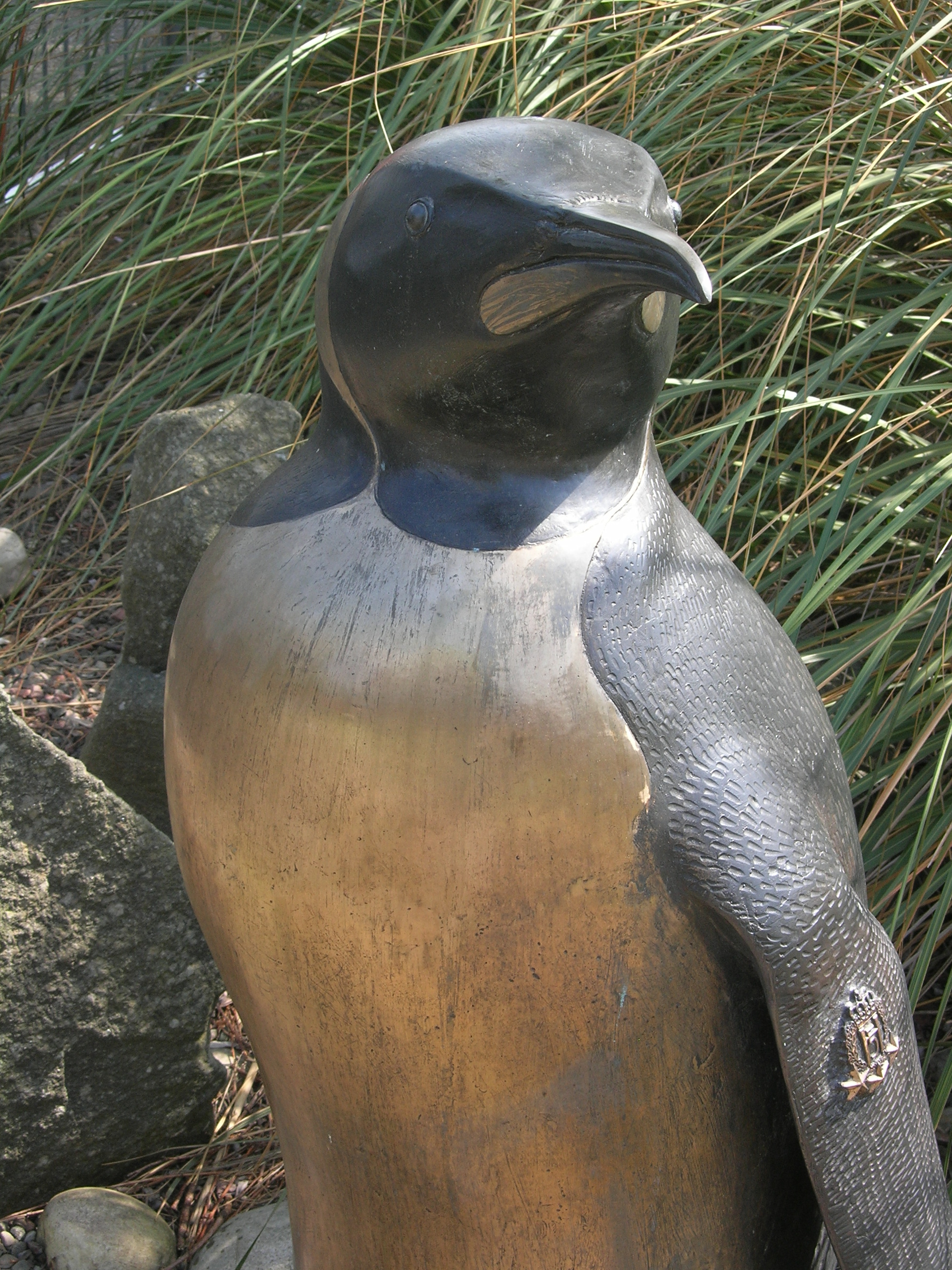
Бронзовая статуя Нильса Улафа в Эдинбургском зоопарке

В 1913 году британский юрист и политик норвежского происхождения Эдвард Теодор Сальвесен (англ. Edward Theodore Salvesen, Lord Salvesen; 1857—1942), сын рождённого в Норвегии магната, судовладельца Кристиана Фредерика Сальвесена (1827—1911), основателя шотландской китобойной, транспортной, логистической компании «Christian Salvesen», подарил только что созданному Эдинбургскому зоопарку королевских пингвинов. Так, с лёгкой руки выходцев из Норвегии, здесь было положено начало колонии пингвинов.
В 1961 году норвежская Королевская гвардия прибыла в шотландскую столицу для участия в показательных выступлениях в рамках Королевского эдинбургского парада военных оркестров, и лейтенант Нильс Стин Эгельен (норв. Nils Steen Egelien), посетив Эдинбургский зоопарк, заинтересовался колонией пингвинов. Чёрно-белые птицы со своеобразной походкой были, на взгляд Эгельена, схожи с его подразделением на марше. Когда гвардейцы вновь вернулись в Эдинбург в 1972 году, при активном содействии лейтенанта один из пингвинов стал «сыном полка». «Усыновлённого» нарекли Нильсом Улафом — соответственно в честь лейтенанта Нильса Эгельена и короля Норвегии Улафа V. Новобранцу присвоили звание visekorporal («вице-капрал», ефрейтор).
Этот королевский пингвин, «прописанный» в зоопарке шотландской столицы, считается талисманом Королевской гвардии Норвегии, и у гвардейцев сложилась традиция навещать его перед участием в Королевском эдинбургском параде военных оркестров. При каждом их прибытии Нильс Улаф повышался в звании. В 1982 году он стал капралом, а в 1987-м — сержантом. Однако вскоре после получения этого чина его носитель умер, и вакантное место занял Нильс Улаф II. 
В 1993 году он был повышен до полкового сержанта (sergeant major), 18 августа 2005 года получил чин почётного командира (Colonel-in-Chief). А 15 августа 2008 года состоялось его посвящение в рыцари — с личного одобрения короля Норвегии Харальда V, сына Улафа V.  Он стал первым пингвином, удостоенным столь высокой чести в норвежской армии. В ознаменование этого события бронзовая статуя сэра Нильса Улафа в полный рост была установлена в Эдинбургском зоопарке и аналогичная — в штаб-квартире норвежской королевской гвардии в Осло.
В 2016 году уже Нильс Улаф III стал бригадным генералом, а в 2023-м был возведён в звание генерал-майора Королевской гвардии Норвегии. В торжественной церемонии по этому поводу приняли участие 160 военных в форме, которые прибыли, чтобы оказать королевскому пингвину должные почести.[2][3] Однако свидетелем торжеств не довелось стать застрельщику всей этой затеи офицеру Нильсу Стину Эгельену: он скончался 11 декабря 2020 года в возрасте 87 лет.
Книга рекордов Гиннесса признала Нильса Улафа «самым высокопоставленным пингвином в мире». Ему был выдан соответствующий сертификат, доставленный рекордсмену по месту проживания представителями компании Guinness World Records.